# Borders Abbeys Way
Borders Abbeys Way – pieszy szlak turystyczny w Szkocji w hrabstwie Scottish Borders o długości 109 km. 
Tematem przewodnim szlaku są ruiny opactw założonych przez Dawida I Szkockiego w tej okolicy: Kelso Abbey, Jedburgh Abbey, Melrose Abbey i Dryburgh Abbey. Na szlaku znajdują się też miasta Hawick i Selkirk.
Szlak podzielono na 5 odcinków o długości ok. 20 km.
1. Kelso – Jedburgh
2. Jedburgh – Hawick
3. Hawick – Selkirk
4. Selkirk – Melrose
5. Melrose – Kelso

Na szlaku znajduje się kilka rzek: Jed Water, Teviot, Tweed, Ale Water, oraz Rule Water.